# Стохастичен процес
В теория на вероятностите стохастичен процес или случаен процес е противоположност на детерминистичен процес (или детерминистична система). Вместо да се работи със само една възможна реализация на процеса във времето (като в случай например на решенията на обикновено диференциално уравнение), в стохастичния, или случаен, процес има една неопределеност за неговото бъдещо развитие (еволюция), описано от вероятностни разпределения. Това означава, че дори ако началното условие (или начална точка) е известна, има много възможности за това как процесът може да се развие, като някои реализации може да са по-вероятни, отколкото други.

## Дефиниция
Нека е дадено вероятностното пространство {\displaystyle (\Omega ,{\mathcal {F}},\mathbb {P} )}. Параметризираното семейство {\displaystyle \xi _{t},{t\in T}} от случайни величини
{\displaystyle \xi _{t}(\omega )\colon \Omega \to \mathbb {R} ,\quad t\in T},
където {\displaystyle T} е зададено непразно множество, а {\displaystyle \Omega =\{\omega \}} е множеството на елементарните събития на вероятностното пространство, се нарича случайна функция.
- Ако {\displaystyle T} е реалната права или част от нея т.е. {\displaystyle T\subset \mathbb {R} }, то {\displaystyle \xi _{t},{t\in T}} се нарича случаен процес а параметърът t се интерпретира като време. Термините стохастичен процес и вероятностен процес са синоними на случаен процес.
- Ако {\displaystyle T\subset \mathbb {R} ^{n}}, където {\displaystyle n\geqslant 1}, то параметърът {\displaystyle t\in T} може да се разглежда като точка в n-мерното пространство, и тогава случайната функция се нарича случайно поле.